# 職務
職務（しょくむ）とは、ある人が担当している任務や仕事である。
公務員や従業員各々に割り当てられた仕事が類似あるいは共通し、遂行するために必要な知識や責任がほぼ同じである場合の一群の仕事すなわち企業内にあるそれぞれの公務員・従業員の仕事をある特定の共通性によっていくつかにまとめたものをさす。なお、職務内容や担当者としての適性などは賃金率や人事管理のため非常に重要視され、その決定のためにこれらを職種ごとにランクごとに区分し分析する職務分析が必須となる。なお、アメリカなどでは仕事は個々の人物単位で行われることが多いが、日本などは職場単位で仕事が行われることが多いため、職務は形骸化している。